# Поденцано
Поденцано (італ. Podenzano) — муніципалітет в Італії, у регіоні Емілія-Романья, провінція П'яченца.
Поденцано розташоване на відстані близько 410 км на північний захід від Рима, 145 км на захід від Болоньї, 12 км на південь від П'яченци.
Населення — 9185 осіб (2014).
Щорічний фестиваль відбувається 31 січня. Покровитель — святий Джованні Боско.

## Демографія
Населення за роками:

Станом на 1 січня 2023 року в муніципалітеті офіційно проживало 809 іноземців з 53 країн, серед них 180 громадян країн Євросоюзу та 59 громадян України.

## Сусідні муніципалітети
- Госсоленго
- П'яченца
- Понтенуре
- Ривергаро
- Сан-Джорджо-П'ячентіно
- Вігольцоне